# Manuel Valdés (actor)
Fernando Manuel Alfonso Gómez Valdés y Castillo (Ciudad Juárez, 29 de enero de 1931-Ciudad de México, 28 de agosto de 2020), conocido como El Loco Valdés, fue un actor y comediante mexicano.

## Biografía y carrera
Nació en 1931 en Ciudad Juárez, Chihuahua, siendo hijo del agente de aduanas Rafael Antonio Luis Alfonso Gómez de Valdés y Angellini, y la ama de casa Guadalupe Castillo. Todos los hijos del matrimonio tenían su propio sobrenombre, y así, a Manuel le llamaron «El Loco» Valdés. Sus hermanos Ramón Valdés (Don Ramón), Germán Valdés «Tin-Tan» y Antonio «El Ratón» Valdés, también fueron actores cómicos.
Fue conocido por su peculiar personalidad dentro y fuera de cámaras, la cual se distinguió por darle un toque de humor, picardía y hasta cierto punto romper convencionalismos establecidos en los medios en los que tuvo la oportunidad de participar. Estuvo relacionado con la actriz Verónica Castro, relación de la cual nació el cantante Christian Castro, mismo con el que Manuel Valdés mantuvo una relación distante. Fue amigo cercano del también comediante y actor Sergio Corona, con quien mantuvo una rivalidad amistosa por un partido clásico de fútbol mexicano donde Manuel representó al Club de Fútbol América y Sergio Corona al Club Deportivo Guadalajara.

## Vida personal

### Controversias
Su programa El show del Loco Valdés fue censurado en 1974 por el gobierno de Luis Echeverría Álvarez, esto debido a que en uno de los sketches de su show se refirió a Benito Juárez como «Bomberito Juárez» y a Margarita Maza, como «Manguerita Maza». El programa salió del aire.

### Matrimonios e hijos
El 23 de noviembre de 1948, con apenas dieciocho años de edad, contrajo matrimonio con Yolanda Peña Elorriaga, quien a su vez tenía diecisiete. Con ella procreó cinco hijos: Manuel, Jorge, Fernando, Norma y Alejandro, quienes no tuvieron cercanía con él debido a que Valdés se distanció de Yolanda, sin divorciarse legítimamente de ella, para de esta forma tener otras relaciones amorosas y poder engendrar otros siete hijos con cuatro mujeres diferentes.
En los años sesenta mantuvo dos romances y un matrimonio: 
- El primero fue con Rosa María Bojalil, mujer con la que tuvo a Marcos Valdés, su sexto hijo.[5][6]

- El segundo con Raquel Vázquez, procreando a Óscar.[5] De este amorío destacó el hecho de que Sergio Corona, amigo y compadre de Valdés, también engendró un bebe con Vázquez.[7][8] Esta historia fue revelada por su hijo Marcos Valdés.[9]

- Finalmente conoció a Arcelia Larrañaga, con quien se casó y permaneció por más de cincuenta años, hasta que la muerte los separó luego de que ella falleciera en 2018 a causa de alzheimer.[10] De su unión engendraron a Francisco, Arcelia, Pedro y Michelle Valdés.[5]

A pesar de que parecía que el actor había encontrado estabilidad amorosa con Larrañaga, tuvo una última aventura con la actriz y presentadora Veronica Castro. La pareja fue duramente polémica en su momento debido a la diferencia de edades, pues ella tenía unos 20 años y él 40, y a esto se le sumó el embarazo concebido entre ambos, cuando Valdés se encontraba casado con Larrañaga. Este hijo que tuvieron juntos fue el cantante Cristian Castro, con quien el comediante llevó un acercamiento un tanto complejo debido a que su madre no quería revelarle la identidad de su papá, y tuvo que pasar algo de tiempo para que finalmente ambos se conocieran y pudieran formar una conexión de padre e hijo.

## Fallecimiento
Falleció el 28 de agosto de 2020 a los 89 años, a causa de un cáncer cerebral y complicaciones de cáncer de páncreas que se le detectaron en 2017.

## Filmografía

### Doblaje
- 2002, Peter Pan: El regreso al país de Nunca Jamás,  Capitán Garfio
- 2005, ¡Buza Caperuza! La verdadera historia,  Lobo Feroz
- 2007, La leyenda de la Nahuala,  Lorenzo Villavicencio
- 2011, Buza Caperuza 2, Lobo Feroz
- 2015, El Principito, El aviador
- 2015, Selección Canina,  Lobo Perreda
- 2020, Animaniacs, Wakko Warner. Episodio: "Whodunut" (Solo por un momento) Temporada 1, cap. 8

### Programas de televisión
- Variedades de medio día (1954-1957)
- Operación Ja Ja (1966)
- Ensalada de Locos (1970-1973)
- El show del Loco Valdés (1972-1974)
- Variedades de media noche (1977)
- La Hora del Loco (1982-1986)
- Mujer, casos de la vida real (1999-2006)
- Los Héroes del Norte (2010)
- Hermanos y detectives (2010)
- Como dice el dicho (2012)[19]

### Películas
- Músico, poeta y loco (1948)
- Calabacitas tiernas (1949)
- No me defiendas compadre (1949)
- La marca del zorrillo (1950)
- El rey del barrio (1950)
- ¡Ay amor, cómo me has puesto! (1951)
- Dicen que soy comunista (1951)
- Necesito dinero (1952)
- Apasionada (1952)
- Chucho el remendado (1952)
- Me traes de un ala (1953)
- Nunca es tarde para amar (1953)
- Las cariñosas (1953)
- El mariachi desconocido (1953)
- Amor de locura (1953)
- Ambiciosa (1953)
- Mi papá tuvo la culpa (1953)
- Estrella sin luz (1953)
- El vizconde de montecristo (1954)
- El hombre inquieto (1954)
- Lo que le pasó a Sansón (1955)
- Mi noche de bodas (1955)
- Las viudas del cha cha cha (1955)
- La mujer X (1956)
- La Faraona (1956)
- El vividor (1956)
- Pensión de artistas (1956)
- El sultán descalzo (1956)
- Club de señoritas (1956)
- Las zapatillas verdes (1956)
- El chismoso de la ventana (1956)
- Casa de perdición (1956)
- Bodas de oro (1956)
- Los tres mosqueteros y medio (1957)
- Locos peligrosos (1957)
- El campeón ciclista (1957)
- Las mil y una noches (1958)
- Música de siempre (1958)
- Viaje a la Luna (1958)
- Dos fantasmas y una muchacha (1959)
- Cada quién su música (1959)
- Ferias de México (1959)
- El fantasma de la opereta (1960)
- Peligros de juventud (1960)
- Poker de reinas (1960)
- Dormitorio para señoritas (1960)
- La caperucita roja (película) (1960)
- Las hermanas Karambazo (1960)
- El supermacho (1960)
- Dos tontos y un loco (1961)
- Locura de terror (1961)
- Caperucita y sus tres amigos (1961)
- Con quien andan nuestros locos (1961)
- Caperucita y Pulgarcito contra los monstruos (1962)
- El tigre negro (1962)
- A ritmo de twist (1962)
- Frankenstein, el vampiro y compañía (1962)
- Los espadachines de la reina (1964)
- Los fantasmas burlones (1965)
- Tintansón Crusoe (1965)
- Bromas, S.A. (1967)
- Las mujeres panteras (1967)
- Detectives o Ladrones (Dos Agentes Inocentes) (1967)
- Bikinis y rock (1972)
- El capitán Mantarraya (1973)
- Tiempo y destiempo (1975)
- Muñecas de medianoche (1979)
- Las cariñosas (1979)
- Las tentadoras (1980)
- La pulquería (1981)
- La pulquería 2 (1982)
- Las vedettes (1983)
- Entre ficheras anda el diablo - La pulquería 3 (1984)
- Dos tipas de cuidado (1989)
- El bar de los nacos (1989)
- No tan niña (1989)
- La Leyenda de la Nahuala (2007)
- Tin Tan, un documental de Francesco Taboada Tabone (2010)
- Antonio, Diana y su familia:Volver al futuro (2013) Doctor Chiflado

### Telenovelas
- Siempre te amaré (2000) -  Pancho Serrano
- ¡Vivan los niños! (2002) -  Polidoro
- Entre el amor y el odio (2002) -  Rigoberto "Rigo" Alarcón
- Amy, la niña de la mochila azul (2004) -  Marcelo Álvarez
- Atrevete a soñar (2009) -  Espíritu de la Navidad[20]
- Rafaela (2011) -  Braulio

### Teatro
- Peter Pan o el niño que no quería ser grande- Con Olivia Bucio (1981)
- Puros cuentos... del abuelo - Bajo la producción de Gerardo Quiroz (2010-2011)
- El tenorio cómico (con los Mascabrothers)
- Don Juan Tenorio (con Paco Stanley)
- Aeroplanos (Con Ignacio López Tarso y alternando funciones con Sergio Corona)
- Divas por siempre (Con la comunicadora Shanik Berman y las vedettes Lyn May, Grace Renat, Princesa Yamal y Wanda Seux).[21]